# 에어 나이지리아
에어 나이지리아(영어: Air Nigeria) 또는 버진 나이지리아(영어: Virgen Nigeria)은 나이지리아의 항공사로 본사는 나이지리아 라고스주에 위치해 있으며 허브 공항은 무르탈라 모하메드 국제공항이 있다.

## 역사
2003년에 파산한 나이지리아 항공(영어: Nigeria Airways)을 대신하여 2004년 9월 나이지리아 정부와 영국 버진 그룹의 합의에 따라 기관 투자가 들이 51%, 영국의 항공사인 버진 애틀랜틱 항공이 49%를 출자 하면서 버진 나이지리아 항공으로 설립했다. 2005년 6월 에어버스 A340-300 항공기를 이용하여 런던 히드로 공항 국제선 운항이 처음 이루어졌다. 운항을 시작한 지 2년 만에 100만 명의 승객과 4000만 톤의 화물을 운송한 나이지리아의 최대 항공사로 성장하였다. 항공사들의 서비스 및 안전성 개선을 위하여 나이지리아 정부가 요구하고 나이지리아 민간 항공국(NCAA)이 정한 자본 재구성 및 운항 개선 기준을 충족시켰다. 2009년 나이지리아 이글 에어 라인스로 회사명을 바꾸었으나 2010년 대주주가 바뀌면서 한 차례 현재의 사명으로 변경 했으나 2012년 6월에 안전 검사 규제에 의해 금지된데 이어 같은 해 9월에 모든 정기 노선 운항이 중단했다.

## 운항 노선
- 2012년 2월 에어 나이지리아는 다음과 같은 노선을 운항하고 있다.

### 코드쉐어 협정
- 케냐 항공 (스카이팀)[4]
- 델타 항공 (스카이팀)[5][6]

## 보유 기종
- 2012년 8월 기준으로 당시 에어 나이지리아는 다음과 같은 기종을 보유하고 있었다.[7]

## 같이 보기
- 아리크 에어
- 나이지리아 항공

## 사진

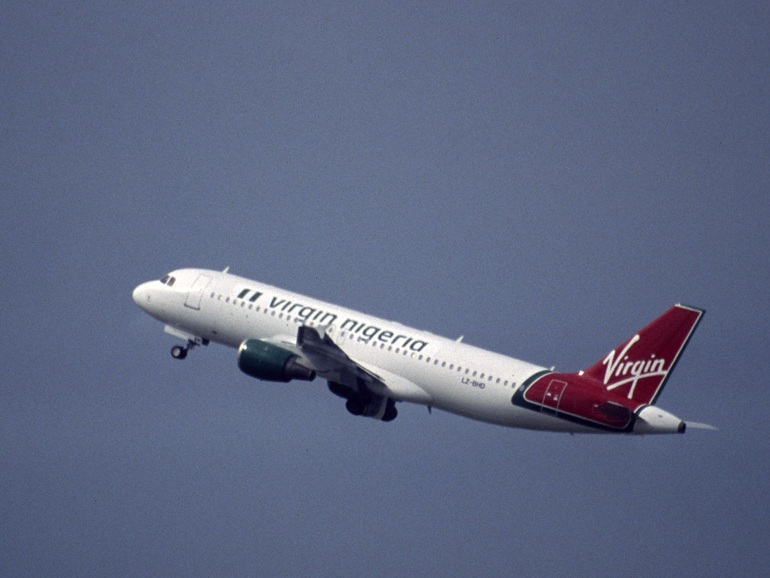
에어 나이지리아의 에어버스 A320-200
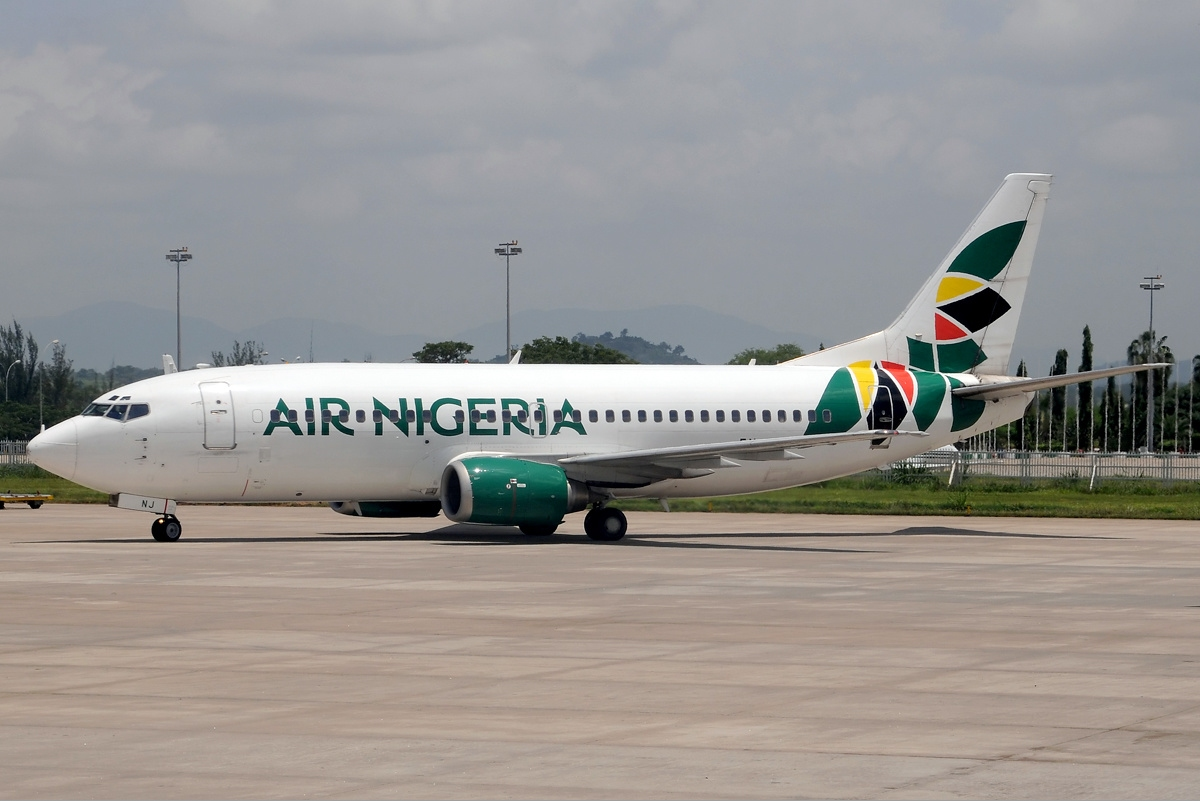
에어 나이지리아의 보잉 737-300
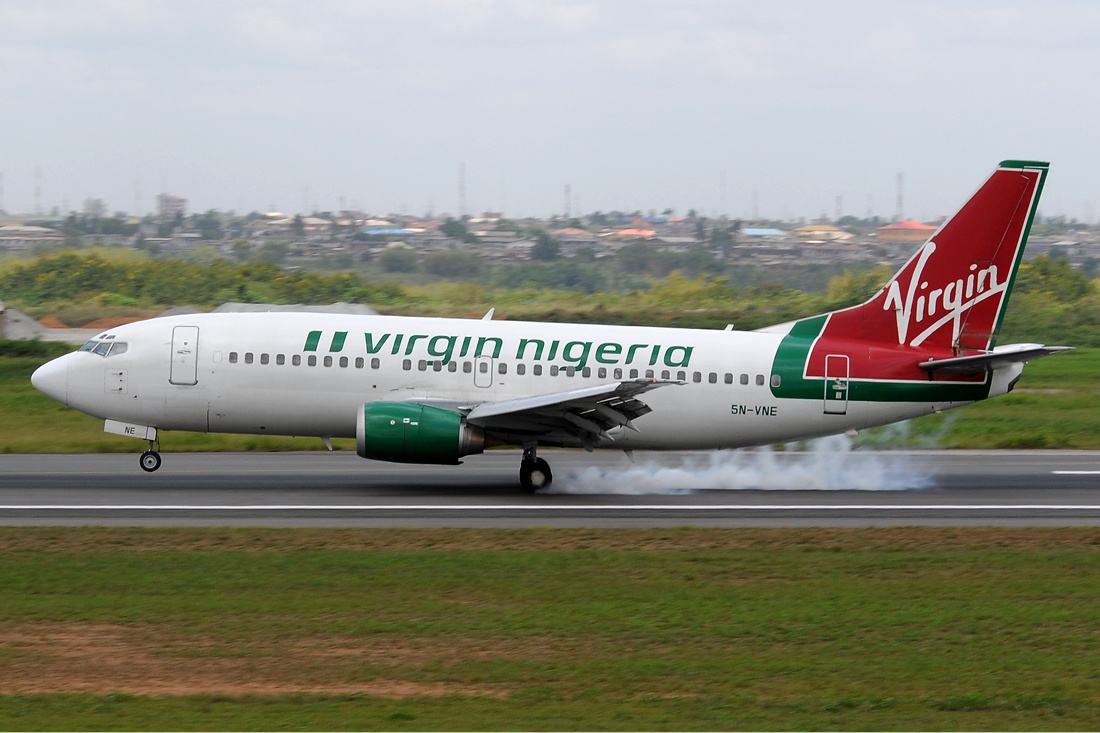
에어 나이지리아의 보잉 737-300